# Antiblokkeersysteem

Waarschuwssignaal dat aangeeft dat het systeem ingrijpt.

Een antiblokkeersysteem of ABS, is een elektronische regelunit die voorkomt dat de wielen van een voertuig blokkeren wanneer er krachtig wordt geremd, bijvoorbeeld bij een noodstop.

## Geschiedenis
ABS werd in 1929 ontwikkeld door Gabriel Voisin voor gebruik op vliegtuigen. In 1958 werden de eerste proeven uitgevoerd met een ABS dat was gemonteerd op een motorfiets. In de jaren zestig werden de eerste mechanische antiblokkeersystemen toegepast in auto's. Het eerste moderne ABS voor auto’s werd in 1978 door Robert Bosch GmbH op de markt gebracht. ABS werd later verplicht ingevoerd voor alle nieuwe auto's binnen de Europese Unie.

## Werking
Bij ABS wordt het remmen elektronisch geregeld. Een hallsensor bij de wielen detecteert bij het remmen of een wiel dreigt te blokkeren. Indien dat het geval is, neemt het ABS kort remkracht weg. Wanneer de dreigende blokkering is opgeheven, wordt de remkracht weer hersteld totdat de wielen opnieuw dreigen te blokkeren. Deze techniek wordt ook wel "pompend remmen" genoemd, maar het elektronische ABS kan dit veel sneller en preciezer dan een mens.
Het wegnemen van de remkracht kan door de bestuurder ervaren worden als het trillen van het rempedaal. Dit kan een verkeerde reactie uitlokken bij de bestuurder, zoals minder hard of zelfs pompend remmen. Belangrijk bij ABS is dat de bestuurder zo krachtig mogelijk remt totdat het voertuig volledig tot stilstand gekomen is. 

## Voordelen
Bij blokkerende (niet-rollende) wielen wordt een voertuig onbestuurbaar. Een groot voordeel van ABS is dan ook dat het systeem in geval van een noodstop voorkomt dat de wielen volledig blokkeren, zodat het voertuig bestuurbaar blijft. Met ABS kan men ook veilig remmen in een bocht of bij een variërend wegdek (bijvoorbeeld wanneer de linkerwielen zich nog op het asfalt bevinden terwijl de rechterwielen op een veel gladdere berm rijden).
ABS zorgt in sommige gevallen ook voor een kortere remafstand. Een nog net rollende band levert meer wrijving op dan een geblokkeerde glijdende band. In de eerste situatie (rollen zonder glijden) is sprake van statische wrijving. Als de wielen blokkeren treedt echter dynamische wrijving op. De statische wrijvingscoëfficiënt is groter dan de dynamische.

## Nadelen
Bij remmen op een zeer natte of gladde ondergrond (bijvoorbeeld water of ijs) of op een losse ondergrond (bijvoorbeeld grind), zorgt ABS meestal niet voor een kortere remweg. Door het blokkeren van het wiel bij remmen zonder ABS, wordt door de opstapeling van het losse materiaal een wig gevormd tussen de band en de ondergrond. Dit kan leiden tot een kortere remafstand. Doordat ABS het blokkeren van het wiel voorkomt ontstaat deze wig niet.
Bij een heel gladde ondergrond zal ABS continu ingrijpen door te stoppen met remmen omdat de wielen bijna meteen blokkeren. Een voertuig zonder ABS zou nu sneller stilstaan, omdat er tussen de heel gladde ondergrond en geblokkeerde wielen toch enige wrijving is.

## Doeltreffendheid
Antiblokkeerremmen zijn het onderwerp van enkele experimenten rond de risicocompensatietheorie, die stelt dat bestuurders zich aanpassen aan het veiligheidsvoordeel van ABS door agressiever te rijden. In een onderzoek in München werd de helft van een vloot taxi's uitgerust met antiblokkeerremmen, terwijl de andere helft conventionele remsystemen had. Het ongevalspercentage was vrijwel hetzelfde voor beide typen taxi's. Psycholoog G.J.S. Wilde concludeerde in 1994 dat dit te wijten was aan bestuurders van taxi's met ABS die meer risico's namen, in de veronderstelling dat ABS hen wel voldoende veiligheid zou geven. De niet-ABS bestuurders reden juist voorzichtiger, omdat ABS er niet zou zijn om te helpen in geval van een gevaarlijke situatie.
Het Insurance Institute for Highway Safety publiceerde in 2010 een onderzoek waaruit bleek dat motorfietsen met ABS 37% minder kans hadden om betrokken te raken bij een dodelijk ongeval dan modellen zonder ABS.

## Motorfietsen

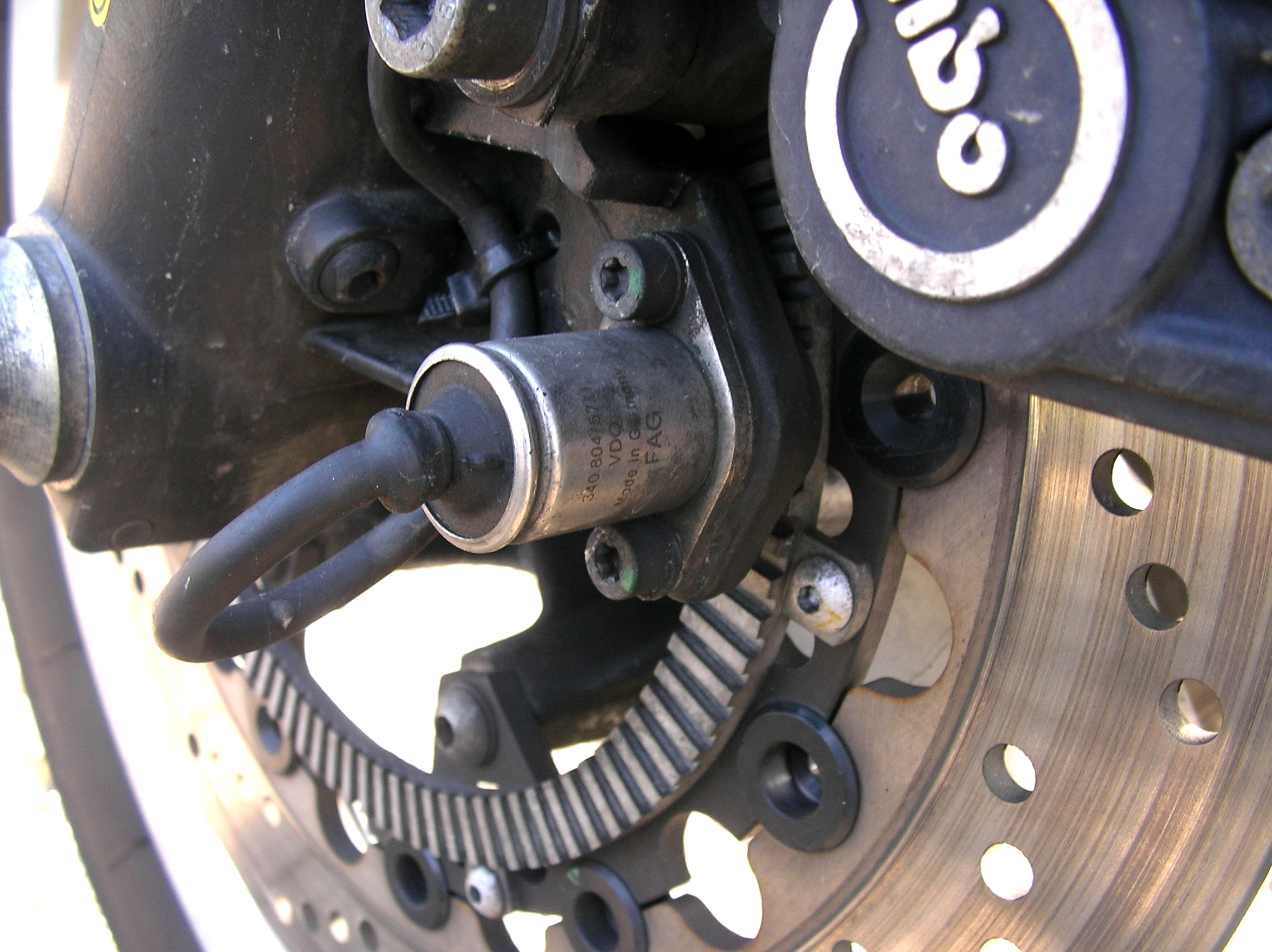
ABS-sensor van een BMW K 1100 LT

De eerste proeven met motorfietsen werden in 1976 gedaan met een TRRL/Mullards-systeem, dat voor de gelegenheid op een Norton Commando was gemonteerd. Fabrikanten werkten er pas vanaf 1985 aan (het FAG-Kugelfischer systeem voor de BMW K 100). Introductie volgde in 1988 (ABS I). In de praktijk grijpen de meeste ABS-en pas in als het wiel 20% slip heeft, want dan is de remvertraging het hoogst. Een alternatieve ontwikkeling was het Stop Control System (SCS).
- ABS I: Anti Blokkeer Systeem I (BMW). Geïntroduceerd op de K 100 in 1988. ABS I had ten opzichte van andere systemen als voordeel dat er geen puls voelbaar is in remhendel en -pedaal.
- ABS II: Anti Blokkeer Systeem II (BMW). Verbetering van ABS I, onder andere veel lichter dan ABS I en met een versnelde regelcyclus. Introductie volgde op de R 1100-modellen (1993). Het systeem werd op de R 1100 GS uitschakelbaar gemaakt omdat in het terrein een blokkerend achterwiel nuttig kan zijn.
- ABS III (Integral ABS): Derde generatie van het ABS van BMW, gebruikt vanaf de K 1200 LT van 2001. Bij deze generatie werd gebruikgemaakt van een gecombineerd remsysteem, waarbij het niet uitmaakte of de voor- of achterrem werd gebruikt. Het systeem beremde automatisch beide wielen en rekende zelfs uit welke remdruk voor elk wiel optimaal was. Als het EVO-remsysteem was toegepast, werden via elektrohydraulische bekrachtiging beide wielen geremd. BMW noemde het systeem Integral ABS. Bij de GS-machines werkte de voetrem apart en de handrem op beide wielen. Dit was het Teil Integral ABS. Dan bediende de voetrem alleen het achterwiel, maar de handrem bediende beide wielen. Uiteindelijk werd dit Teil Integral ABS op alle modellen gevoerd, omdat het volledige systeem wat problemen veroorzaakte: iets "bijremmen" met de voetrem was onmogelijk bij het volledige systeem omdat ook de voorremmen, soms zelfs bekrachtigd, ingrepen.
- ABS-TCS staat voor: Anti-lock Brake System-Traction Control System. Het is een systeem van Honda, bestaande uit een combinatie van twee systemen, vanaf 1992 toegepast op de ST 1100 Pan-European, maar later ook op andere modellen. Het TCS voorkomt het spinnen van het achterwiel. Het werkt door het verlaten van de ontsteking waardoor het vermogen afneemt. Dit wordt doorgevoerd totdat het achterwiel weer grip heeft.